# Étienne Clément (médecin)
Pour les articles homonymes, voir Clément.
Ne doit pas être confondu avec Étienne Clément.
Étienne Clément, né le 4 février 1843 à Lyon et mort dans cette même commune le 18 novembre 1907, est un médecin français.

## Biographie
Étienne Clément effectue ses études de médecine à Lyon et est reçu docteur en médecine à la faculté de médecine de Paris. Il est nommé médecin aux hôpitaux de Lyon en 1872 et médecin chef de l'hôpital Saint-Joseph en 1896. Il enseigne la sémiologie médicale et la médecine légale à la faculté de médecine de Lyon.
Il est président de la société des sciences médicales, vice-président de la société nationale de médecine, membre de l'Académie des sciences, belles-lettres et arts de Lyon, de la société médicale des hôpitaux, de la société d'hygiène, de la société de médecine légale, de la société d'agriculture, sciences et industrie et de la société d'économie politique, médecin consultant et administrateur du dispensaire général.

## Distinctions
- Chevalier de la Légion d'honneur
- Officier d'académie
- Chevalier de l'ordre de Saint-Grégoire-le-Grand

Étienne Clément est fait chevalier de la Légion d'honneur le 7 mai 1895, officier d'Académie et chevalier de l'ordre de Saint-Grégoire-le-Grand.